# Structuration
La théorie de la structuration est une théorie sociale sur la création et le maintien des systèmes sociaux qui s'appuie sur l'analyse des structures et des agents, sans donner de primauté à l'un de ces ensembles. Selon cette théorie, prise seule, ni l'analyse macrosociologique, ni l'analyse microsociologique, n'est suffisante. Elle vise donc à articuler l'agent et les structures, sans donner de primauté à l'un ou à l'autre. 

## Origine
Cette théorie est issue des travaux du sociologue Anthony Giddens, qui en a développé la plupart des aspects principaux dans The Constitution of Society, qui analyse l'intersection des agents et des structures selon trois axes : la phénoménologie, l'herméneutique et les pratiques sociales. Les partisans de cette théorie ont adopté et élargi cette position. Même si la structuration est beaucoup critiquée, elle est encore utilisée en sociologie contemporaine (au début du XXIe siècle).